# Dan Costa
Daniel Greco Costa, connu comme Dan Costa et né le 7 avril 1989 à Londres, est un pianiste et compositeur de jazz et de world music, connu pour sa musique originale ainsi que pour ses collaborations avec Ron Carter, Randy Brecker, John Patitucci, Dave Liebman, Hermeto Pascoal, Jaques Morelenbaum, Bob Mintzer, Mike Stern, Ivan Lins, Roberto Menescal, Leila Pinheiro, Dave Douglas et d'autres artistes. La revue DownBeat considère son oeuvre comme "ravissante".

## Biographie
Né à Londres dans une famille italo-portugaise, il étudie le piano classique à l'Académie de Musique Rainier III à Monaco,. Il part ensuite à Liverpool où il obtient un diplôme au Liverpool Institute of Performing Arts de Paul McCartney. Il poursuit ses études musicales universitaires à la Escola Superior de Música, Artes e Espetáculo au Portugal lors desquelles il passe une année à la UNICAMP au Brésil avec une bourse au mérite pour étudier la musique brésilienne populaire et classique. Il termine sa formation avec un prix du Rotary International. Il poursuit ensuite ses études à la Berklee College of Music avec une bourse au mérite.
Un artiste indépendant, il enregistre l'album Suite Três Rios (2016) à Rio de Janeiro, considéré comme l'un des meilleurs albums de 2016 par la revue Down Beat et vainqueur d'un Global Music Award. L'album atteint le Top 10 parmi les ventes de iTunes au Portugal et devient numéro 1 dans la section « Jazz ». Aux États-Unis, l'album atteint le Top 10 à la radio où il reste pendant plus d'un mois, selon le Roots Music Report. Il travaille avec Jaques Morelenbaum, Leila Pinheiro, Ricardo Silveira, Teco Cardoso, Marcos Suzano ainsi que d'autres artistes,. Sa musique est incluse dans du matériel pédagogique visé à enseigner des rythmes brésiliens.
En 2018, il lance Skyness, enregistré en Italie par Stefano Amerio, auquel participent Seamus Blake, Roberto Menescal, Nelson Faria et Romero Lubambo, ainsi que d'autres artistes. Il le présente officiellement au public au Blue Note de Rio de Janeiro et fait l'objet d'un documentaire produit par Radio Monte Carlo. Il se produit dans plusieurs pays tels que l'Italie, Chipre, l'Espagne, le Liban, le Brésil, la Grèce, l'Egypte, Malte, la Turquie et l'Inde, et est aussi l'objet d'une entrevue par Rolling Stone.
En 2020 il enregistre le single Love Dance avec le chanteur brésilien Ivan Lins, ainsi que son troisième album Live in California, son premier album live et de piano solo,. La revue américaine Jazziz souligne l'expression profonde au sein de l'album. Selon le Roots Music Report, il s'agit d'un des albums les plus écoutés en 2020.
En 2022 il enregistre sa composition Iremia avec Randy Brecker, inspirée par l'île de Paros en Grèce et en hommage à la paix. Selon Jazziz, "bien qu'ils soient séparés par 44 ans et des milliers de kilomètres, Costa et Brecker ont une entente qui suscite la chaleur et l'humanité de la chanson".
En 2023, il lance Beams, enregistré l'année précédente à New York avec John Patitucci, Mike Stern, Dave Douglas, Dave Liebman, Hermeto Pascoal et d'autres artistes. Il fait une tournée tricontinentale, lors de laquelle il effectue des masterclasses à Monash University, The Australian National University, The University of Auckland et Université Mahidol. Randy Brecker, auteur des notes de doublure de l'album, affirme que sa musique est "belle, sincère et émouvante". Vainqueur d'un Global Music Award, le site français Culture Jazz souligne l'extrême finesse qui charactérise l'album lorsque Something Else Reviews le considère comme beau et appaisant. Le morceau Acalantando compte parmi les meilleurs de l'année pour le journal allemand Süddeutsche Zeitung lorsqu' Encaminho est un des morceaux les plus écoutés selon le site de référence All About Jazz.
En 2024, il effectue des tournées en Europe, Mexique, Océanie et Asie. Il apparaît notamment dans Bangkok Post en Thailande, Seven News en Australie et Instituto Nacional de la Radio au Mexique. Un artiste engagé, sa musique est aussi utiliséee par l'organisme global Four Paws pour promouvoir le bien-être des animaux. En 2025, lors d'une tournée des îles britanniques, il effectue des masterclasses pour des institutions telles que Royal Academy of Music et Royal Northern College of Music.
Costa a aussi des diplômes universitaires en linguistique, philosophie et histoire, ayant termié ses études aux universités de Southampton, Londres et Birmingham au Royaume-Uni. Un rechercheur plurilingue, il effectue actuellement un doctorat en histoire moderne à l'Université Louis-et-Maximilien de Munich en Allemagne. Il est aussi  écrivain, ayant écrit plusieurs articles pour des ouvrages de référence telles que Encyclopædia Britannica.

## Discographie
- 2016 : Suite Três Rios
- 2018: Skyness
- 2020: Love Dance avec Ivan Lins
- 2020: Live in California
- 2022: Iremia avec Randy Brecker
- 2023: Beams